# Isis Highway
Pour les articles homonymes, voir Isis (homonymie).

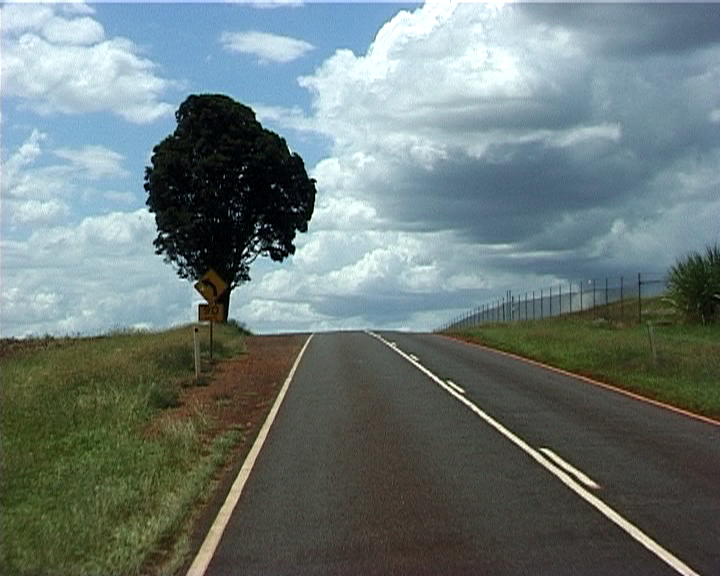
L'Isis Highway près de Bundaberg.

L’Isis Highway est une route du sud du Queensland, en Australie. C'est une route relativement courte, longue de 142 kilomètres de direction nord-sud. Elle part de sa jonction avec la Burnett Highway à Ban Ban Springs et va jusqu'à Bundaberg. Elle relie la région d'élevage de bétail de Burnett Nord à la région de production de canne à sucre de Bundaberg et à la région de la côte Fraser. 
La route doit son nom à la rivière Isis, qui coule entre Maryborough et Childers. La route passe aussi une part importante de son trajet dans l'ancienne zone d'administration locale du comté d'Isis, dont Childers était le centre administratif. 
Elle est désignée par State Route 52  entre Ban Ban Springs et Childers et State Route 3  de Childers à Bundaberg.